# Geissanthus longistamineus
Geissanthus longistamineus är en viveväxtart som först beskrevs av Albert Charles Smith, och fick sitt nu gällande namn av J.J. Pipoly. Geissanthus longistamineus ingår i släktet Geissanthus och familjen viveväxter. Inga underarter finns listade i Catalogue of Life.